# Kivándorlás

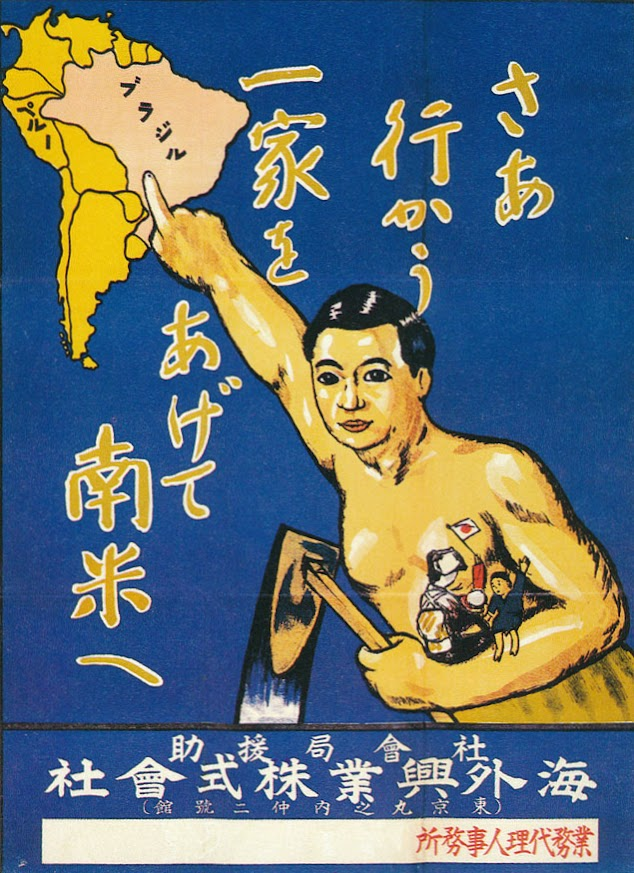
Japán kormány poszter Dél-Amerikát reklámozza

Kivándorlás a haza, lakóhely politikai, gazdasági, vallási vagy egyéb okokból való önkéntes, vagy kikényszerített, tartós vagy időszakos elhagyása.

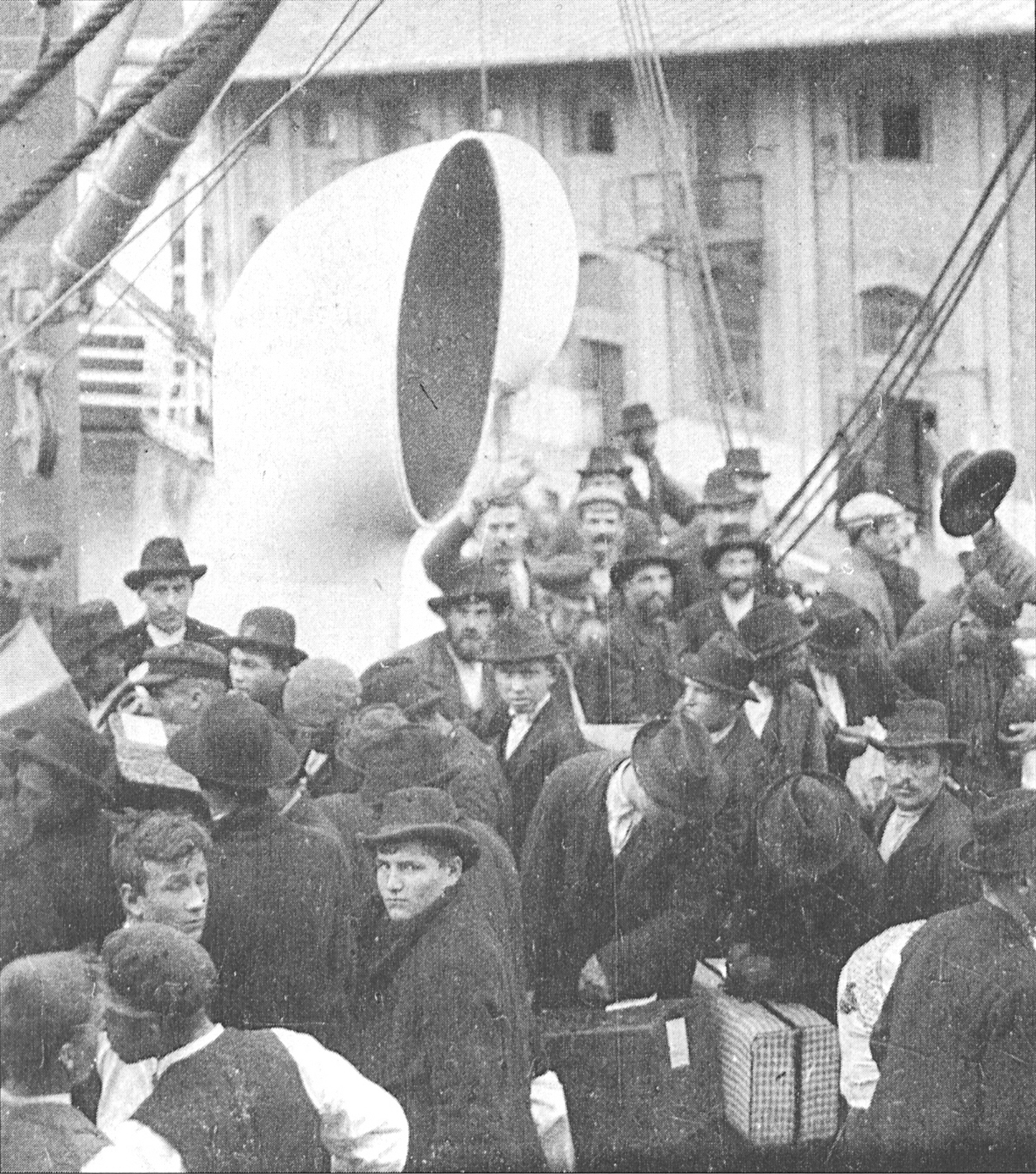
Osztrák-magyar emigránsok egy hajón Triesztben a 20. század elején

## Fajtái
A kivándorlás (emigráció) egy nagyon összetett témakört takar.
- népvándorlás (népek együttes migrációja)
- a szülőföld elhagyása (külföldre távozás)
- az állandó lakhely elhagyása (országon belüli lakóhelyváltoztatás)
- az állandó lakóhely elhagyása (agglomerációba távozás)

## A kivándorlás a magyar Alkotmányban
Az 58. § ma is hatályos szövegét az 1989. évi XXXI. törvény állapította meg.
- (1) Mindenkit, aki törvényesen tartózkodik Magyarország területén - törvényben meghatározott esetek kivételével - megillet a szabad mozgás és a tartózkodási hely szabad megválasztásának joga, beleértve a lakóhely vagy az ország elhagyásához való jogot is.
- (2) A Magyarország területén törvényesen tartózkodó külföldit csak a törvénynek megfelelően hozott határozat alapján lehet kiutasítani.
- (3) Az utazási és letelepedési szabadságról szóló törvény elfogadásához a jelenlévő országgyűlési képviselők kétharmadának szavazata szükséges.

### Mozgásszabadság
A törvény indokolása szerint: A szabad mozgás és a tartózkodási hely szabad megválasztásának joga magában foglalja a lakóhely, vagy az ország elhagyásához való jogot. A Magyarország területén törvényesen tartózkodó személyek - magyar állampolgárok, érvényes útiokmányokkal rendelkező külföldiek stb. - belátásuknak megfelelően jogosultak a lakóhely, vagy tartózkodási hely önmaguk számára történő meghatározására, ebben nem korlátozhatók.
E sajátos személyes szabadságjog tehát magában foglalja az ország területén való szabad mozgást és a tartózkodási hely szabad megválasztását, a lakóhely szabad megválasztását, a letelepedési szabadságot, valamint az ország területének elhagyásához és a visszatéréshez való jogot.
Az Alkotmánybíróság az Alkotmány 58. §-át értelmezve a helyváltoztatás szabadságát is nevesítette. Az Alkotmánybíróság a 60/1993. (XI. 29.) AB határozatban értelmezte a szabad mozgáshoz való jog alkotmányos tartalmát a következők szerint: A szabad mozgáshoz való jog a helyváltoztatáshoz való jog szabadságát jelenti. A magyar Alkotmány a közlekedés szabadságát külön nem nevesíti, de a szabad mozgáshoz való jog magában foglalja a járművön, vagy járművel való helyváltoztatás, a közlekedés szabadságát is. (ABH 1993, 509-510.)
Az 58. § (2) bekezdése értelmében a Magyarország területén törvényesen tartózkodó külföldit csak a törvénynek megfelelően hozott határozat alapján lehet kiutasítani.
Az első polgári alkotmányok a feudális kötöttségekkel szemben fogalmazták meg a minden ember mozgás- és letelepedési szabadságát, folytatva ezzel a jobbágymozgalmaknak a szabad költözködésért vívott évszázados harcát. Történetileg e jognak számos korlátozása volt, korlátozták azt a diktatórikus rendszerekben is. A modern jogállamokra a mozgásszabadságnak az állam területén belüli korlátozása nem jellemző.
A szabad mozgáshoz való jog nem korlátlan alapjog. Az állam területén e személyes szabadságjog a törvény keretein belül érvényesülhet, a törvények azonban nem érinthetik e jog lényeges tartalmát.
Mivel a mozgás szabadsága szervesen kapcsolódik a személyes szabadsághoz, ez utóbbi jog korlátozása egyúttal a mozgásszabadság korlátozásával, vagy kizárásával járhat együtt. A Btk. 60. §-a szerint a törvényben meghatározott esetekben azt, akit szabadságvesztésre ítélnek, egy vagy több helységből, vagy az ország meghatározott részéből ki lehet tiltani, ha e helyeken a tartózkodása a közérdeket veszélyezteti. A kitiltás intézménye egyértelműen a tartózkodási hely szabad megválasztásának jogát korlátozza.
A mozgásszabadság értelemszerűen csak a magánszféra tiszteletben tartásával érvényesülhet.
Az Alkotmány értelmében az ország elhagyásához való jog mindenkit (a külföldieket is) megillető alkotmányos alapjog. Az ország elhagyásához való alkotmányos alapjog jelentheti az ország ideiglenes elhagyásának lehetőségét (például turistaút, munkavállalás, külföldi tanulmányok folytatása) az odavaló visszatérési szándékkal, az emigrációhoz való jogot, a végleges szándékú elhagyást (a kivándorlást) amely együtt járhat az állampolgárságról való lemondással is.
Az ország elhagyásához való jog alapelve az önkéntesség. Különösen erősen, abszolút módon érvényesül ez az alapelv a magyar állampolgárok esetében, az állam polgára az állam területéről nem száműzhető (kiutasítási, kiadatási tilalom áll fenn).

## A Pallas nagy lexikona szerint
„Kivándorló az, aki egy bizonyos politikai egészet képező területről (állam, ország, tartomány stb.) más ily területre költözik, azzal a céllal, hogy ott új otthont alapít magának. A K. tehát - a bevándorlással szemben - egyik iránya a nemzetközi költözési mozgalomnak, mely viszont tulajdonkép csupán területi határok szerint különváló neme a vándorlási, az áttelepülési mozgalomnak általában. Az állami és társadalmi élet szempontjából fontos érdekek fűződnek a tömeges K.-hoz, a mennyiben az többé-kevésbbé jelentékeny hatást gyakorolhat a népesség számára és összetételére, s ezért annak fizikai, értelmi és gazdasági erejére. Az államok ez okból, noha a K. szabadságát a jelen század óta általánosan intézményileg biztosították, sok tekintetben törekednek a tömegesebb K. ellensúlyozására olykép, hogy a helyi népfölösleg az ország más vidékeire vagy legalább az anyaországgal szoros gazdasági és kulturális kapcsolatban maradó gyarmatokba vezettessék le (telepítési, gyarmatosítási politika). Egyébként az államok szerepe jelenleg általában a kivándorlás jogi szabályozására szorítkozik. (L. Emigráció.) Hazánkban a K.-ok és a bevándorlások nem képezik rendszeres adatgyűjtés tárgyát, ez okból K.-ról a maga egészében csupán népszámlálásunk alapján nyerhetünk tájékoztatást: a népszámlálás által tényleg megállapított és a népmozgalmi adatok (a születéseknek a halálozások fölött való többlete) szerint várható népszám közötti különbözet alapján. E szerint magyarországi összes K.-unk a lefolyt 1880-1890. évtizedre mintegy 200 ezer lélekre tehető. A K.-nak három főiránya van: a tengerentulra, Ausztria és Románia.
Az európai államokban csaknem kivétel nélkül jelentékeny szerepet játszik a tengerentúli K. Legnagyobbrészt a tengeri kikötővárosok adatgyüjtése útján tartatik nyilván a K.-i mozgalom. Minthogy pedig a tengerentúlra kivándorló honfitársaink nagyobbára a külföldi s nevezetesen a német kikötővárosokon át veszik útjokat, közvetve a magyarországi K.-ról is nyerünk adatokat. A K.-i mozgalmat a hetvenes évek eleje óta, mióta az nagyobb arányokat öltött, a leginkább érdekelt európai államokra nézve, valamint a tengerentúli K. legfőbb irányai szerint 5-5 éves összegekben az alábbi táblázatok tüntetik fel."